# 일본국유철도 EF64형 전기 기관차
일본국유철도 EF64형 전기 기관차(ja:国鉄EF64形電気機関車)는 일본국유철도(국철)가 1964년에 개발한 구배 노선용 직류 전기 기관차이다.

## 제조의 배경
1960년에 국철의 대형 전기 기관차와 최초의 근대화형인 EF60형이 완성된 이후 본선의 열차 견인용으로는 도카이도·산요 본선용 EF61형과 신에쓰 본선용 EF62형·EF63형이 개발되고 있었다.
EF60형·EF61형은 평탄 노선 견인기, 또한 EF62형은 신에쓰 본선 요코가와역 - 가루이자와역 간의 국철 최대 구배에 대응한 본 견인기, EF63형은 우스이 고개용 보조 견인기라는 특수 설계로 인해 다른 일반 구배 노선에서는 EF62형·EF63형이 갖춘 경사용 장치는 필요하지 않았다.
그러나 한편으로 오우 본선의 이타야 고개(당시 직류 전철화, 후에 교류화로 당 형식은 철수) 구간, 주오 본선등 20퍼밀에서 33퍼밀 정도의 중경사 구간에 대응하는 발전 제동 탑재의 신형 F급 전기 기관차가 필요한 직류 전철화 노선도 많고 이에 대응하기 위해 개발된 1964년에 등장한 것이 본 형식이다.
1964년부터 1976년 사이에 기본 번대(1 - 79)가 79량, 1980년부터 1982년 사이에 대폭적인 설계 변경을 실시한 1000번대(1001 - 1053)가 53량의 합계 132량이 제조되었다.

## 구조
※전체 공통적인 사항만 기술한다.

### 차체
중련 운행을 실시함에 따라 EF62형·EF63형과 같은 전면 관통형으로 이루어져 있지만, 전면 창 부분의 경사없이 들어가있기 때문에 EF62형·EF63형과는 약간 인상의 다른 전면 형상이 되었다.
또한 본 형식에서는 차체 도장을 포도 빛 2호(갈색)가 아닌 청색 15호에 전면 하반부만 크림 1호의 새로 도장했다. 기존에는 침대 특급 열차 견인용 EF60형 500번대만이 파란 색, 크림색의 투톤 컬러였지만 본 형식 이후 직류 신형 전기 기관차는 모두 이 도장이 채용되었다.

### 탑재 기기
EF62형을 바탕으로 축 배치를 2축 대차 3대의 일반적인 배치'"Bo-Bo-Bo'로 환원하고, 아울러 기어비를 EF62형의 16:71=1:4.44에서 고속 성능을 약간 중시한 18:69=1:3.83으로 변경했다. 우스이 고개용 특수 장비는 아직 탑재하지 않았다.
제어 방식은 직렬·직병렬, 병렬의 3단 조합 제어이다. 제어 장치로 전동 캠축식 저항 제어기(CS22), 전동 캠축식 전환·버니어 제어기(CS23), 전동 캠축식 계자 제어기(CS24)를 탑재한다.
주전동기는 설계 당시의 국철 전기 기관차에서 표준적으로 채택되었던 직류 직권 정류자 전동기 MT52(단자 전압 750V시 1시간 정격 출력 425kW)를 6기 탑재한다. 총 정격 출력은 2,550kW이다.
연결 운행을 상정하여 연결 총괄제어 장치와 정면 관통문을 갖추고 또한 구배에서의 안전 대책 때문에 발전 제동을 탑재한다. 발전 제동의 특성상 본 형식의 역전기는 계자 전류의 방향을 바꾸는 계자 전환 방식이 아닌 전기자 전류의 방향을 바꾸는 전기자 전환 방식을 채용했다.
객차 열차에 사용하기 위해 전기 난방 장치(EG)를 탑재한 차량과 미탑재 화물 열차 전용기가 존재한다.

## 번대 구분별 설명

### 기본 번대

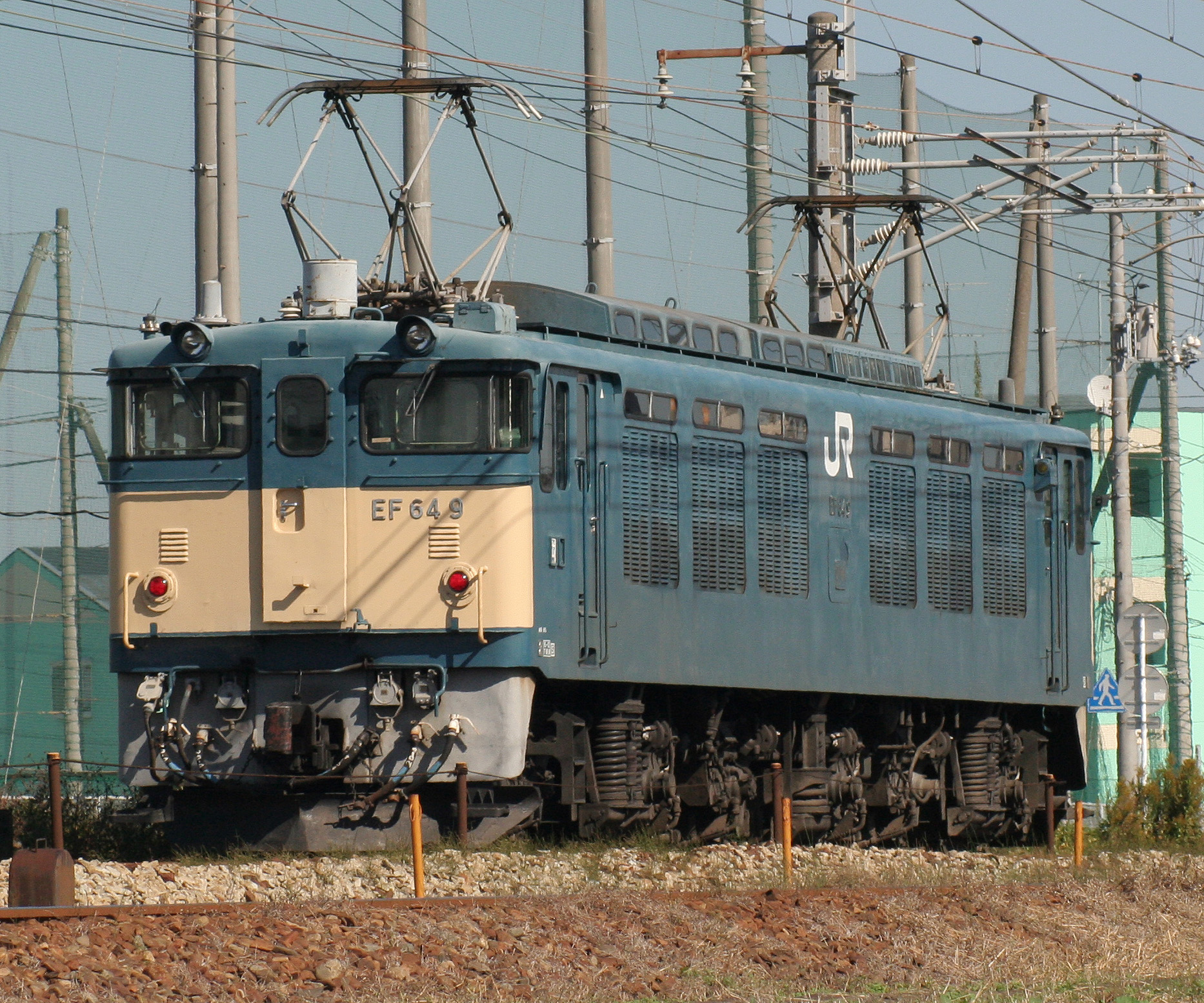
EF64 9호기(1차 양산차)
(산요 본선 니시아치역-구라시키역간 2007년 11월 7일)

구배 노선용으로 발전제동을 상용하는 설계에 이어 저항기의 방열을 효율적으로 실시하기 위해 차체 측면 에어 필터부의 개구 면적을 크게 설계한 것이 특징이다. 79량이 생산되었다.
대차는 같은 축 배치 B-B-B, MT52계 전동기 탑재의 EF70형용을 기반한 DT120A(양측 대차)및 DT121A(중간 대차)를 장착한다.
제어기 및 보조기의 동작용 전원으로 MH81B-DM44B2 2상 교류식 전동 발전기를 탑재한다. 교류 60Hz, 5kVA 용량을 갖추고 교류 24V, 교류 50V, 교류 100V 외에 정류기를 통해 직류 100V를 공급한다. 덧붙여 EG탑재기에는 MH107A-DM69A 전동 발전기를 탑재한다.
공기 제동 등용의 압축 공기를 공급하는 전동 공기 압축기는 시로코 팬식 MH92B-C3000을 1기 탑재한다.
전동기 등의 냉각에 사용하는 전동 송풍기는 MH91A-FK34A를 2기 탑재한다.(제1 - 제4전동기용이 1기, 제5.6전동기·제동 저항기용이 1기이다.
1·2호기
1964년 11월에 완성된 양산 시작차.
3 - 12호기
1965년 7월부터 9월에 걸쳐 완성된 1차 양산차.
- 시제품과 마찬가지로 보이지만 이후의 양산차는 운전대 구조가 바로잡혀 전혀 다른 치수에서 제조되고 있다.
- 저항 제어기를 CS22에서 CS22A로 갱신.
- 버니어 제어기를 CS23에서 CS23A로 갱신.
- 차체 강체의 강화.
- 1.2를 포함해 외관상 특징은 미등이 소형의 내물림식으로 소음기는 LA15를 집전 장치 전방에 설치.

13 - 28호기
1966년 3월부터 6월에 걸쳐 완성된 2차 양산차.
- 화물 전용기로 생산되었기 때문에 EG는 비탑재로 그에 따른 중량의 자중을 탑재한다.
- 미등을 대형화.

29.30호기
1968년 9월에 완성된 3차 양산차.
- 주전동기는 전기자 절연 강화를 도모한 MT52A로 변경.
- 피뢰기를 LA15에서 LA15B로 변경.
- EG용 전동 발전기를 로울러 베어링을 채용한 MH107B-DM69B로 변경.
- 승무원실 바닥을 목재에서 리놀륨 시트로 변경.
- 관통문 하부의 스텝 길이를 난간 안쪽까지 단축.

31 - 36호기
1970년 1월부터 4월에 걸쳐 완성된 4차 양산차.
- 저항제어기를 CS22A에서 CS22B로 변경.
- 버니어제어기를 CS23A에서 CS23B로 변경.
- 계자제어기를 CS24에서 CS24A로 변경.
- 전동송풍기를 시즈 음형 터보팬식 MH91I-FK102로 변경.
- 실내등을 백열 전구에서 형광등으로 변경.

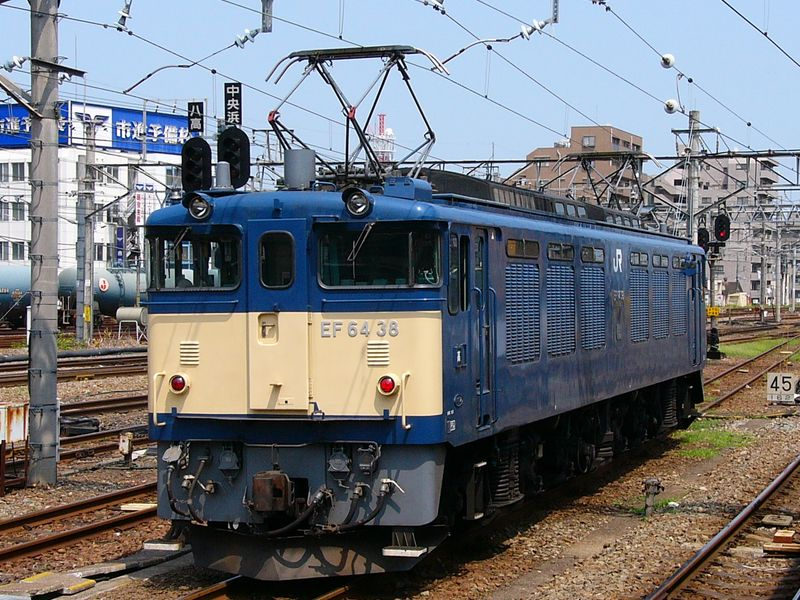
EF64 38(5차 양산차)
(하치오지역2004년 7월 23일)

- EB·TE장치를 탑재.
- 전면 창의 방호 울타리 철거.

37 - 43호기
1971년 3월부터 5월에 걸쳐 완성된 5차 양산차.
- 저항 제어기를 CS22B에서 CS22C로 변경.
- 버니어 제어기를 CS23B에서 CS23C에 변경.
- 계자 제어기를 CS24A에서 CS24B로 변경.
- 단위 스위치를 SR114에서 SR124에, SR117에서 SR125로 변경.
- 전면 관통문 스텝의 형상 변경.
- 전면 창이 텝로스타에서 열선유리로 변경.
- 공전 활주 검지 장치를 차축 발전기 방식에서 전기자 전류의 변화를 검지하는 방식으로 변경.

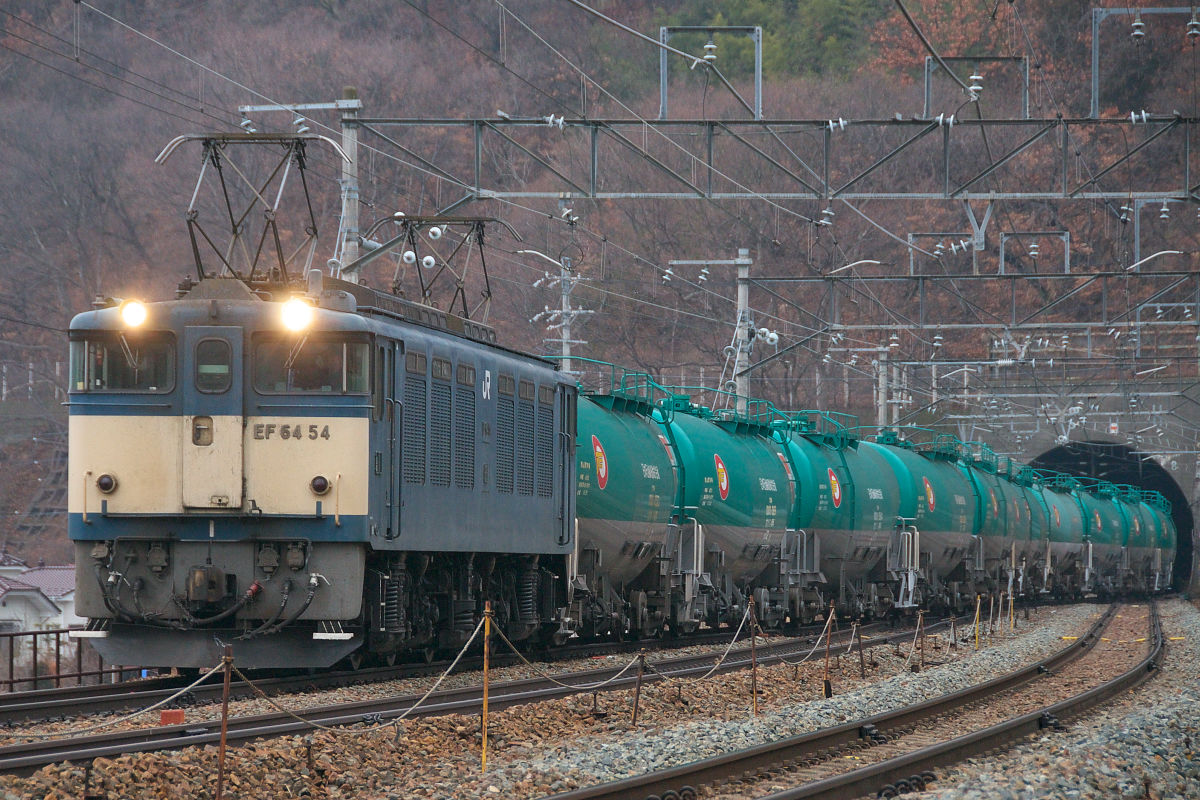
EF64 54(7차 양산차)
(사카키역 2008년 3월 11일)

44・45
1971년 9월에 완성된 6차 양산차. 사양은 5차 양산차와 동일.
46 - 75
1973년 3월부터 7월에 걸쳐 완성된 7차 양산차.
- 저항 제어기를 CS22C에서 CS22D로 변경.
- 버니어 제어기를 CS23C에서 CS23D로 변경.
- 계자 제어기를 CS24B에서 CS24C로 변경.
- 제어기 전면에 관음문 설치.
  - 이상 4개 항목은 설해 대책의 일환.

- 피뢰기를 LA15B에서 LA15D로 변경하고, 집전 장치 후방으로 이전.
- 미등을 돌출식으로 변경.
- EG표시등의 형상이 사다리꼴형으로 변경.
- 운전실의 환기를 통풍구에 의한 자연 통풍이 아닌 선풍기에 의한 방식으로 했기 때문에 차체 전면창 밑에 있는 통풍구를 폐지.
- 선풍기 설치 때문에 전두부옥근에 돌출.
- 고속시의 주철제륜자의 제동력 저하를 보완하기 위해 기관차의 제동 실린더 압력을 1.66배로 증가하는 대응 속도 단기 증가 압력 장치를 설치.

76 - 79
1976년 1월에 완성된 8차 양산차의 76.77호기와 같은 해 11월에 완성된 9차 양산차의 78.79호기로 구분된다.
- 에어 필터의 일부가 FRP 설계로 변경.
- 번호판을 교체하여 글자에서 플레이트 모양으로 변경.

덧붙여 각 제조 순서별 제조 메이커· EG탑재·신제 배치·목적은 아래 표 참조.
| !제조 순서  | 차량 번호 | 제조 업체                          | 전기 난방용 EG | 예산                | 제조 목적                                                                             | 신조 배치                         |
| ----------- | --------- | ---------------------------------- | -------------- | ------------------- | ------------------------------------------------------------------------------------- | --------------------------------- |
| 양산 시작차 | 1         | 도시바                             | 탑재           | 1963년도 제3차 채무 | 오우 본선 이타야 고개 대응용 EF16형 교체                                              | 후쿠시마 기관구                   |
| 양산 시작차 | 2         | 가와사키 중공업 가와사키 전기 제조 | 탑재           | 1963년도 제3차 채무 | 오우 본선 이타야 고개 대응용 EF16형 교체                                              | 후쿠시마 기관구                   |
| 1차 양산차  | 3 - 7     | 도시바                             | 탑재           | 1964년도 제5차 채무 | 오우 본선 이타야 고개 대응용 EF16형 교체                                              | 후쿠시마 기관구                   |
| 1차 양산차  | 8 - 12    | 가와사키 차량・ 가와사키 전기제조  | 탑재           | 1964년도 제5차 채무 | 오우 본선 이타야 고개 대응용 EF16형 교체                                              | 후쿠시마 기관구                   |
| 2차 양산차  | 13        | 도시바                             | 미 탑재        | 1964년도 제2차 채무 | 주오 히가시선 및 기존 전철화 구간 수송 증강용                                         | 고후 기관구                       |
| 2차 양산차  | 14・15    | 가와사키 차량 가와사키 전기제조    | 미 탑재        | 1964년도 제2차 채무 | 주오 히가시선 및 기존 전철화 구간 수송 증강용                                         | 고후 기관구                       |
| 2차 양산차  | 16 - 20   | 도시바                             | 미 탑재        | 1965년도 제1차 채무 | 주오 니시선 나고야 - 미즈나미 간 전철화 개업                                          | 고후 기관구                       |
| 2차 양산차  | 21 - 28   | 가와사키 차량 가와사키 전기제조    | 미 탑재        | 1965년도 제1차 채무 | 주오 니시선 나고야 - 미즈나미 간 전철화 개업                                          | 고후 기관구                       |
| 3차 양산차  | 29・30    | 가와사키 차량 가와사키 전기제조    | 미 탑재        | 1967년도 제3차 채무 | 주오 니시선 미즈나미 - 나카쓰카와 간 전철화 개업                                      | 아이치 기관구                     |
| 4차 양산차  | 31・32    | 가와사키 중공업 후지 전기          | 탑재           | 1968년도 민간 자금  | 나리타 국제공항 자재 운반                                                             | 고후 기관구                       |
| 4차 양산차  | 33 - 36   | 가와사키 중공업 후지 전기          | 탑재           | 1969년도 제2차 채무 | 주오 히가시선・이이다선・미노부선 화물 열차 수송 증강                                 | 고후 기관구                       |
| 5차 양산차  | 37 - 39   | 기차 제조 도요 전기 제조           | 탑재           | 1970년도 제1차 채무 | 이이다 선・미노부 선 등 화물 열차 수송력 증강 및 중오 히가시선 전기 기관차 신성능화   | 고후 기관구                       |
| 5차 양산차  | 41 - 43   | 가와사키 중공업 후지 전기          | 탑재           | 1970년도 제1차 채무 | 이이다 선・미노부 선 등 화물 열차 수송력 증강 및 중오 히가시선 전기 기관차 신성능화   | 고후 기관구                       |
| 6차 양산차  | 44        | 기차 제조 도요 전기 제조           | 탑재           | 1970년도 제3차 채무 | 주오 히가시선 전용 화물 열차 증편                                                     | 고후 기관구                       |
| 6차 양산차  | 45        | 가와사키 중공업 후지 전기          | 탑재           | 1970년도 제3차 채무 | 주오 히가시선 전용 화물 열차 증편                                                     | 고후 기관구                       |
| 7차 양산차  | 46 - 50   | 가와사키 중공업 도요 전기 제조     | 탑재           | 1971년도 민간 자금  | 주오 니시선 나카쓰카와 - 시오지리 간 등 시노노이선 마쓰모토 - 시노노이 간 전철화 개업 | 시노노이 기관구                   |
| 7차 양산차  | 51 - 55   | 가와사키 중공업 후지 전기          | 탑재           | 1971년도 민간 자금  | 주오 니시선 나카쓰카와 - 시오지리 간 등 시노노이선 마쓰모토 - 시노노이 간 전철화 개업 | 나가노 운전소                     |
| 7차 양산차  | 56 - 64   | 가와사키 중공업 도요 전기 제조     | 미탑재         | 1971년도 민간 자금  | 주오 니시선 나카쓰카와 - 시오지리 간 등 시노노이선 마쓰모토 - 시노노이 간 전철화 개업 | 고후 기관구 나가노 운전소         |
| 7차 양산차  | 65 - 75   | 가와사키 중공업 후지 전기          | 미탑재         | 1971년도 민간 자금  | 주오 니시선 나카쓰카와 - 시오지리 간 등 시노노이선 마쓰모토 - 시노노이 간 전철화 개업 | 이나자와 제2 기관구 나가노 운전소 |
| 8차 양산차  | 76        | 가와사키 중공업 후지 전기          | 미탑재         | 1974년도 제3차 채무 | 이이다 선 구형 전기 기관차 대체                                                       | 고후 기관구                       |
| 8차 양산차  | 77        | 가와사키 중공업 도요 전기 제조     | 미탑재         | 1974년도 제3차 채무 | 이이다 선 구형 전기 기관차 대체                                                       | 고후 기관구                       |
| 9차 양산차  | 78・79    | 가와사키 중공업 도요 전기 제조     | 미탑재         | 1975년도 제2차 채무 | 이이다 선 구형 전기 기관차 대체                                                       | 고후 기관구                       |

### 1000번대
1000번대는 1970년대 말기에 국철이 마지막으로 개발한 직류 전기 기관차이다. 조에쓰선, 다카사키선에서 당시 사용하던 EF58형·EF15형·EF16형의 교체용으로 1980년부터 투입되었다. 마지막 넘버의 1053은 국철이 마지막으로 제조한 직류 전기 기관차이다.
성능은 기본 번대와 거의 마찬가지인데 각 사양은 기초부터 재검토가 이루어지면서 기본 번대와의 차이는 크다. 계획에 있어서는 형식의 변경도 있었으나 노동 조합과의 사이에서 신형 기관차 도입에 관한 어려운 협상 문제로 종래 기관차의 마이너 체인지(신규 번대 구분) 취급이라고 할 수 있다.
주요 투입 예정 구간인 조에쓰선의 연선이 국내 유수의 폭설 지대였던 것으로 인해 설해 대책을 특히 중시하고 차상 기기 배치 방법은 크게 변경되었다. 차체 측면의 한쪽 끝에 대형의 블로어 루버가 있는데 여기가 제2기기실, 그 전후가 제1기기실, 제3기기실로 3분할되었다. 주저항기와 송풍기와 주전동기 송풍기 등 냉각 공기가 필요한 기기를 제2기기실에 집중해 배치하는 주저항기의 배열을 루버와 그 안쪽의 필터 사이로 환류하여 눈의 침입을 막는 대책으로 있으며 운전실의 방음도 배려하고 있다. 제1기기실과 제3기기실에는 발열이 적은 기기가 배치되어 있는데 주로 전동 송풍기로 실내를 조금 여압함으로써 눈과 먼지의 침입을 억제하고 빙설·착설을 막는 방진 대책으로 있다. 이 결과 다른 국철 전기 기관차에서는 볼 수 없는 측면 좌우 비대칭의 차체가 되었다.
내설 장비를 대폭 강화하여 본 형식 기본 번대나 EF65형의 일부, EF81형의 일부에 탑재되고 있는 발열체부의 모래관은 통상의 도장에서는 열에 의한 도막이 열화, 박리하기 때문에 알루미늄 가루가 포함된 내열 도료로 도장되어 있다.
제어 장치는 기본 번대 최종 증비차에 준한 CS22D 저항 제어기·CS23D 버니어 제어기·CS24C 계자 제어기를 탑재하고 있으며 1000번대, 기본 번대 양측의 연결 총괄 운전이 가능하다.
제어기 및 보조기의 동작용 전원으로 전동 발전기는 DM104 무브러시 직류 전동기를 채용하고 브러스리스화하여 전기 난방용 전원(EG)은 사이리스터를 사용한 SC14 정지형 인버터로 했다.
주저항기는 기본 번대의 MR74에서 발전제동시의 용량이 부족한 일로 새로운 설계의 MR146, 주전동기는 전기자축경과 브러시 홀더 개량 등을 도모한 MT52B로 집전 장치는 PS22B 하부 교차식 팬터그래프가 되었다.
차체가 오래된 결과 기본 번대의 대차에서는 양측 대차의 선두진동각 및 중간 대차의 좌우 이동폭이 부족하기 때문에 EF81형에서 실적이 있는 요동침 략형의 DT138·DT139에 구배 도중 장시간 정차시에 사용하는 제동 실린더 잠금 장치를 추가한 DT138A(양끝 대차)/DT139A(중간 대차)로 했다.
공기제동 등에 사용되는 압축 공기를 공급하는 전동 공기 압축기는 MH3064A-C3000형을 1기 탑재한다. 이것은 EF66형 0번대 2차 차량과 같은 것이다.
전동기 등의 냉각에 사용하는 전동 송풍기는 주로 전동기용으로 MH3084-FK144, 저항용으로 MH3085-FK145를 각각 1기씩 탑재한다.
덧붙여 2차 도입분에서 집전 장치가 PS22C로 변경되고 조에쓰선 미나카미 - 이시우치 간 보조 기관차 운용에 충당할 때 심야 연결 총괄 제어용 점퍼 연결기 등을 착탈할 때의 조명의 설치가 요구되면서 정면 점퍼 연결기 상부에 기울어진 하향 작업등이 추가 설치되어 있다.
1000번대 번호별 분류
| 제조 순서  | 차량 번호   | 제작사                         | 전기 난방용 EG | 예산                | 신조 배치       |
| ---------- | ----------- | ------------------------------ | -------------- | ------------------- | --------------- |
| 1차 도입분 | 1001 - 1007 | 가와사키 중공업 도요 전기 제조 | 탑재           | 1979년도 제2차 채무 | 나가오카 운전소 |
| 1차 도입분 | 1008 - 1016 | 가와사키 중공업 후지전기       | 탑재           | 1979년도 제2차 채무 | 나가오카 운전소 |
| 2차 도입분 | 1017 - 1023 | 가와사키 중공업 도요 전기 제조 | 탑재           | 1980년도 제1차 채무 | 나가오카 운전소 |
| 2차 도입분 | 1024 - 1032 | 가와사키 중공업 후지 전기      | 탑재           | 1980년도 제1차 채무 | 나가오카 운전소 |
| 3차 도입분 | 1033 - 1041 | 가와사키 중공업 도요 전기 제조 | 미탑재         | 1981년도 제1차 채무 | 나가오카 운전소 |
| 3차 도입분 | 1042 - 1053 | 가와사키 중공업 후지 전기      | 미탑재         | 1981년도 제1차 채무 | 나가오카 운전소 |

## 현황
JR 화물
2013년 2월 14일 현재
아이치 기관구
51・59・60・61・67・72
1002-1006・1008-1028・1033-1050
JR 동일본
2012년 4월 1일 현재
다카사키 차량센터 다카사키 지소
36-39·1001
나가오카 차량센터
1030-1032·1051-1053
1031호는 폐차 전용이나, 가끔 아케보노 호를 끌기도 했다.

### 폐차
2012년도까지 57량(기본 번대 55량·1000번대 2량)이 폐차되었다.
※이 서체는 갱신 시공차
- 2003년도: 11량

- JR 동일본: 1029
- JR 화물: 3·5·6·7·8·14·21·24·25·26

- 2004년도: 7량

- JR 화물: 11·16·17·18·19·23·32

- 2005년도: 2량

- JR 화물: 13.65

- 2006년도: 5량

- JR 동일본: 42
- JR 화물: 12·27·28·29

- 2007년도: 14량

- JR 화물: 22·30·40·44·45·46·48·49·50·52·54·55·58·62

- 2008년도: 17량

- JR 동일본: 41
- JR 도카이: 2·35·66
- JR 서일본: 1.9
- JR 화물: 4·15·20·56·57·64·69·71·73·78·79

- 2012년도: 1량

- JR 화물: 1007

## 운용

### 국철 시대의 운용
1964년부터 1965년에 걸쳐 완성된 최초의 12량은 직류 전철화 구간이었던 오우 본선 이타야 고개 돌파용(후쿠시마 - 요네자와 간)의 EF16형 치환용으로 후쿠시마 기관구에 배치되었다. 이들은 1968년의 해당 노선 교류화에 따라 전량 이나자와 제2기관구로 전출되었다.
1966년부터 제조된 기본 번대 증비차는 고후 기관구·나가노 운전소·시노노이 기관구·이나자와 제2기관구 등에 배치되어 주로 주오 본선·시노노이 선에서 운용되었다.
조에쓰선으로의 1000번대 투입 전에는 승무원 훈련·영업 운행 등에서 기본 번대 5량이 나가오카 운전소에 전출되어 우에노 - 나가오카 간 급행 '노토'나 침대 특급 '호쿠리쿠'등을 견인하는 등 1000번대와 공용되었지만, 계획량수가 모두 나온 후에 다시 환원되었다.

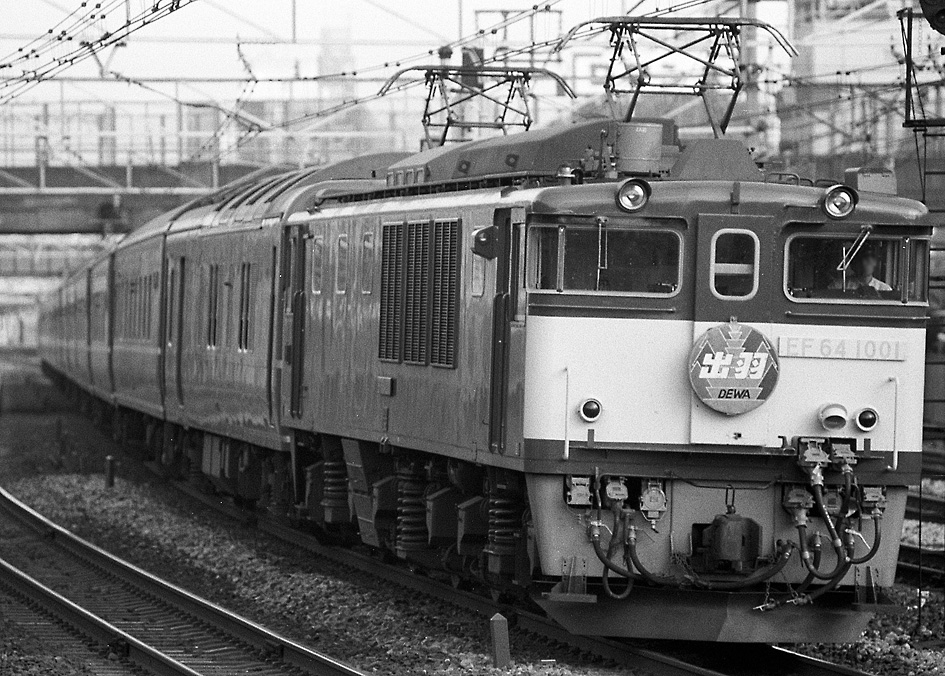
EF64 1001</br>침대특급 '데와'</br>1984년

1000번대 53량은 완성 시점에서는 전체가 나가오카 운전소에 배치되고 증비차가 완성되면서 일부 다카사키 제2기관구(현 다카사키 기관구)에 전출되었지만 모두 조에쓰선에서 운용되었다.
1980년에는 하쿠비선 전철화에 대비해 기본 번대의 일부가 오카야마 기관구에 전출되고, 1987년에는 나가오카 운전소에서 1000번대도 전출되었다. 또한 1984년에 오메선·난부선 화물 열차에서 사용하던 ED16형의 교체를 위해 기본 번대·1000번대의 일부가 하치오지 기관구(현·하치오지 종합 철도부)로 전출되었다.
58호기는 1978년 10월에 나가노현에서 개최된 야마비코 국체때, 77호기는 1986년 10월에 야마나시현에서 개최된 카이지 국체때 왕실 열차를 견인했다. 77호기는 국철 최후의 왕실 열차 견인기가 되었다. 이 2량과 왕실용 예비기의 62호기는 황실용 객차 전화용 마개가 남아 있는데다, 시오지리 기관구 시노노이 파출로 배치된 58호기는 연결기 및 해방 레버, 손잡이 등이 시노노이 종합 철도부(당시)의 일반 공개 때 은빛으로 칠해져 있었다.

### JR 발족 이후
1987년의 국철 분할 민영화에서는 본 형식은 기본 번대·1000번대 모두 제조된 전체 차량이 JR로 승계되었다. 화물 열차 견인용으로 사용되고 있던 차량이 많아 일본 화물철도(JR 화물)전체의 85%에 이르는 113량(기본 번대 68량, 1000번대 45량)이 동일본 여객철도(JR 동일본)에 14량(기본 번대 6량, 1000번대 8량), 도카이 여객철도(JR 도카이)에 기본 번대 3량, 서일본 여객철도(JR 서일본)에 기본 번대 2량이 각각 승계되었다.

#### JR 동일본
현재에 이르기까지 정기 운용을 가지고 아래에 기재하며 침대 열차의 견인·임시 열차·죠이풀 트레인·공임, 배급 열차(#전동차 견인용 특수 장비의 설치도 참조)에서 운용된다.
침대 특급 운용은 모두 우에노역 - 나가오카역 간에서 민영화 때는 '호쿠리쿠'와 '데이와'를 담당했다. 1990년 9월부터는 '토리우미'가 추가되어 3왕복 체제이지만, '데이와토리우미'는 1997년 3월까지 폐지되었다. 본 운용은 1000번대가 충당되고 있었지만 2009년 3월 14일부터 겨울 정기성 확보를 위해 '아케보노'가 EF81형에서 대체되어 다음 2010년 3월 12일 '호쿠리쿠'폐지까지의 1년 동안만 0번대(37.38)도 운용에 투입되었다.
1031호는 폐차 견인용이다.

#### JR 도카이
죠이풀 트레인 '유로 라이너'의 견인과 공임에 충당되었다.
민영화 때는 나고야 차량소에 배치됐다가 나중에 시즈오카 차량구로 전속했다. 2005년의 '유로 라이너' 폐지 후에는 오로지 공임 운용에 충당되는 경우가 많았지만 2008년에 궤도 수송용 키야 97계가 등장했다. 본 계열에 의한 공임 운용도 설치되어 2009년 1월 16일 2호기가 폐차되고 JR 도카이 소유의 본 형식은 소멸되었다.

#### JR 서일본
민영화 때에는 시모노세키 운전소에 배치되었다가 나중에 오카야마 전차구로 전속했다.
가동 상태에 있던 것은 9호기로 산요 본선·하쿠비 선·산인 본선 등에서의 임시 열차나 공림 운용 외에, JR 화물 오카야마 기관구의 대체 운용에도 투입되었다.
2009년까지 2량 모두 폐차되어 JR 서일본 소유의 본 형식은 소멸되었다.

#### JR 화물
후계 형식의 개발 지연으로 기본 번대 초기 차에는 제조 후 35년 이상의 경년차가 존재하지만 1000번대와 함께 2002년까지 폐차는 발생하지 않았다. 그러나 2003년 후계기인 EH200형이 개발되면서 첫 폐차가 발생했다.
기본 번대는 그 후에도 EH200형의 증비 진전에 따라 도태되고 있어 2007년 3월 18일의 다이아 개정에서는 시오지리 기관구 시노노이 파출이 담당하는 주오히가시 선 운용의 대부분을 EH200형으로 대체했다. 게다가 2008년 3월 15일의 다이아 개정에서는 시노노이 파출의 운용이 소멸되었다. 해당 파출 소속으로 전반 검사 기한에 여유가 있는 갱신기와 다카사키 기관구 소속의 1000번대 4량이 아이치 기관구로 전출되었다.
2010년 3월의 다이아 개정에서는 조에쓰선에서의 정기 운용이 종료되었다. 오카야마 기관구·다카사키 기관구 소속차가 아이치 기관구로 전출되어 집중 배치하였다.
- 전 오카야마 기관구 소속차(1046-1050)는 하쿠비 선에서의 중련 총괄 운용이 존재하지 않는 것으로 인해 전공기관이나 평형관 호스 등이 철거되고 있었지만, 배치 통합 후의 2010년 후반부터 중련 운용을 가능하게 하기 위해서 다시 설계되었다[8].

2011년 3월부터 JR 도카이 관내에서 ATS-PT가 운용 개시되면서 주오사이 선·시노노이 선 운용이 1000번대에 설정되었다.
- 0번대는 ATS-PF 미탑재 때문에 하쿠비 선에서만 운용된다.

2012년 3월 다이어 개정 이후의 운용 구간은 도호쿠 본선(구로이소 이남)·다카사키선·도카이도 본선·나리타선·가시마선·주오사이선·시노노이선·하쿠비선이다.
- 이 중 나리타선·가시마선은 신쓰루미 기관구 소속 EF65형이 담당한 운용에서의 이양에 의한 것이다[10].
- 수도권 송출을 겸했던 주오히가시 선 운용 및 다카사키 선 중련 운용이 EH200형으로 통일되어 수도권에서의 연결 운용이 소멸되었다[11]. 대체 송출 운용으로 도카이도 본선 1왕복이 설정되었다[12].

2013년 현재 중련 운용은 도카이도 본선(이나자와 – 나고야)·주오사이 선·시노노이 선 뿐이다.

## 개조·도색 변경 등

### 도장 변경기

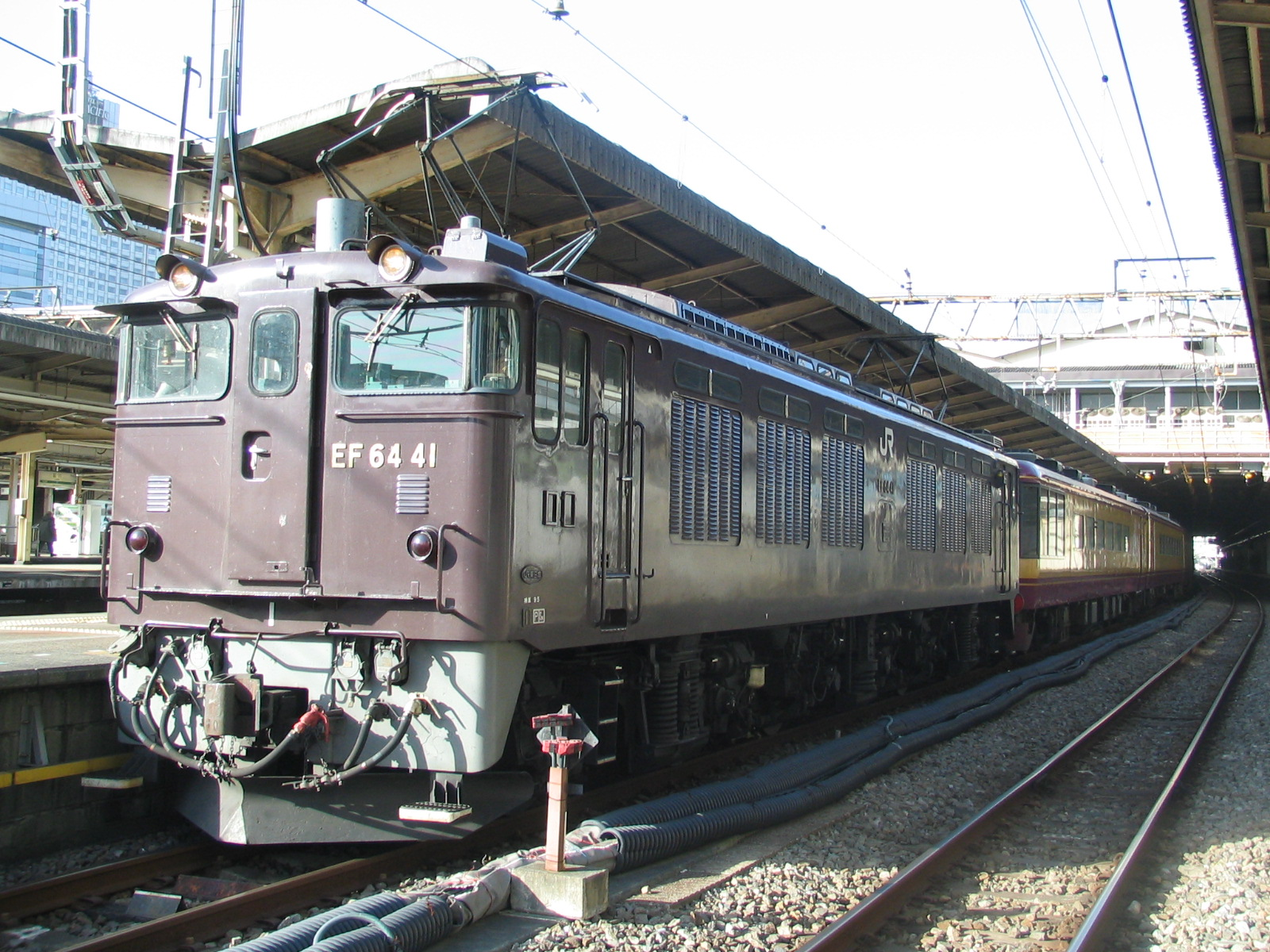
EF64 41호기 금 명판차</br>2007년 2월 4일

37.41호기(포도 빛 도장기)
37호기는 2003년에 갈색(포도 빛 2호)으로 도장되었다. 2009년 3월까지는 다카사키 차량센터 다카사키 출장소 배치 및 고후 운전구 상주 형식으로 주로 주오히가시 선 공사 열차나 단체 임시 열차에 사용되고 있었다. 2009년 3월 14일의 다이어 개정시 나가오카 차량센터에 전속되었다가 침대 특급 '아케보노'의 견인에도 충당되게 되었는데, '호쿠리쿠'의 폐지로 필요 차량 수 감소에 의해 2010년 3월 13일 다카사키 차량 센터로 전속되었다.
2006년 5월 같은 해 6월에 주오 본선 시오지리 - 다쓰노 - 오카야간에서 운행된 '다쓰노빗카리호구리잔호'에 맞추어 나가노 종합차량센터 배치 41호기도 37호기와 마찬가지로 포도 빛 도장이며, 동시에 차량 번호 표기와 제조 명판의 글씨가 금색이 되었다. 때마침 이 센터에 배치된 객차 죠이풀 트레인 '낭만'도 그 즈음에 운용 이탈의 소문이 서 있었으며 이 차량이 운용 이탈할 때까지는 나가노 소속의 42호기 보다 41호기가 운용되게 되었다. '낭만'과 42호기의 운용 이탈 후에도 공사 열차나 JR 서일본 소유의 죠이풀 트레인 '아스카'의 견인에 이용됐지만 41호기는 2008년 7월에 운용을 마치고 폐차 해체되었다.

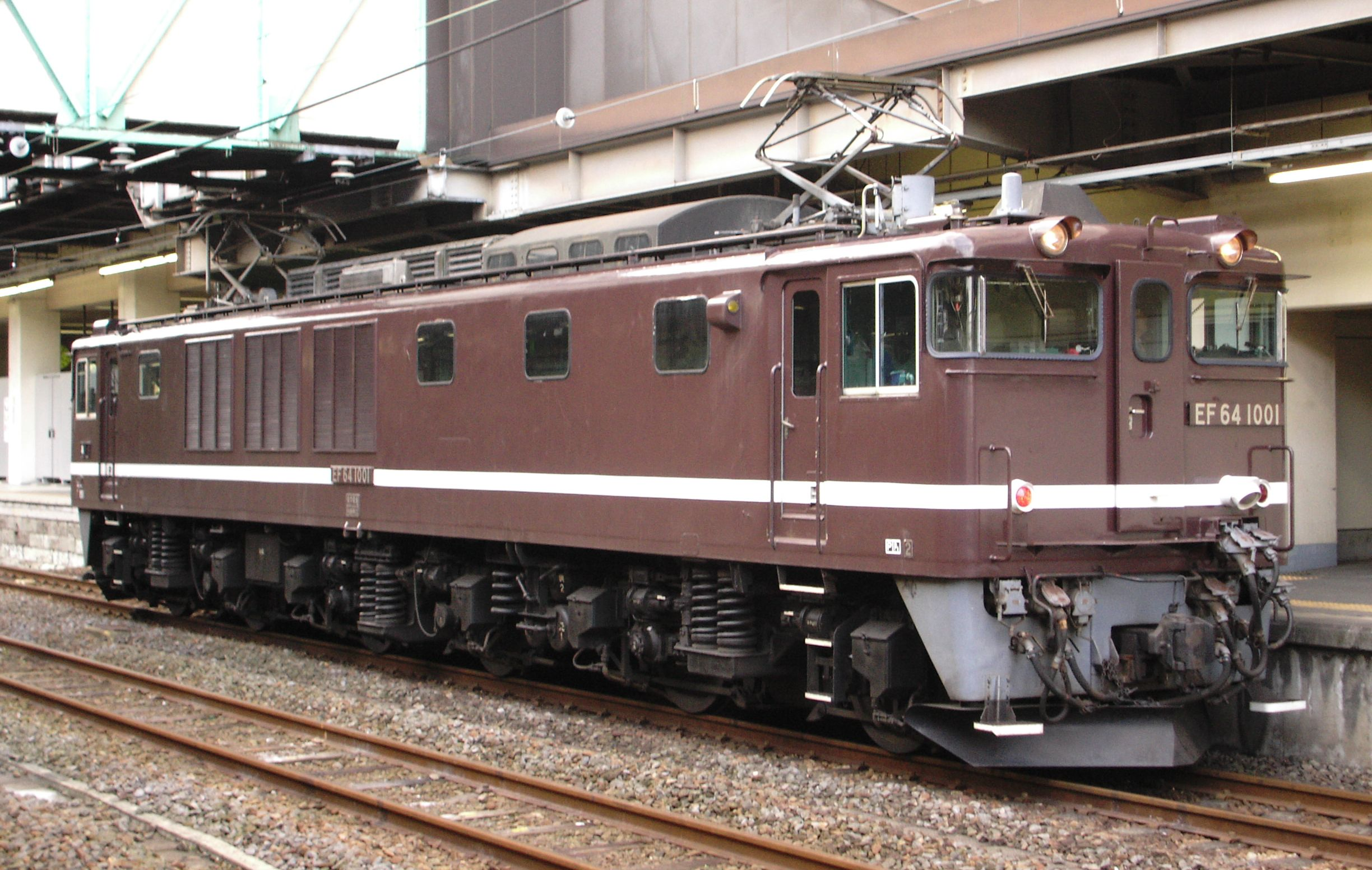
EF64 1001호기</br>2007년 4월 9일 다카사키

1001호기(포도 빛 도장기)
다카사키 차량센터에 배치된 1001호기는 1987년 3월에 좌식방 객차 '쿠쓰루기'를 비롯한 이벤트 열차 견인 및 EF55 1호기의 보조기관차로 포도 빛 1색에 흰띠를 배치한 도장으로 변경되었다. 이 견인기는 주로 다카사키·조에쓰선 공사 열차·임시 열차로 사용되고 있으며, 단체 임시 열차의 견인 등에서 도카이도·주오·신에쓰·이토선·닛코선 등에 입선한 사례도 있다. 또한 극히 드문 예이지만 블루 트레인의 임시 견인도 담당하고 폐지되기 이전의 '호쿠리쿠'나, 고장에 의해 못쓰게 된 국철 EF81형 전기 기관차 등의 대리로 '아케보노'에 임시 운용되기도 했다. 이 센터에 배치된 D51 498호기 증기 기관차의 무화회송 견인 사업에 충당되는 경우도 있다.
35.66(전 '유로 라이너' 전용기)
1985년 8월에 등장한 12계 조이풀 트레인 '유로 라이너'의 전용기로 66호기가 당시 이나자와 기관구(현재의 아이치 기관구)에 소속되어 있었다.(도색 변경은 다카토리 공장에서 실시) DD51형과 함께 도색 변경된 것으로 본 형식으로는 최초 도색 변경기이다. 이 기관차는 국철 분할 민영화 후에 JR 도카이로 승계되었다. 추가로 35호기가 1990년의 전반 검사로 도장 변경되었다.

### JR 화물 갱신기
0번대
1995년부터 0번대의 갱신 공사가 히로시마 차량소에서 67호기 시공을 시작으로 오미야 차량소에서도 개시되었다. 갱신차의 도장은 라이트 퍼플을 베이스로 딥 블루와 스카이 블루 3색으로 분할하여 도장되었으며, 운전실 출입문은 까마귀 색의 JR 화물 표준도색으로 변경하는 것과 동시에 히로시마 차량소 시공차는 관통문도 까마귀 색으로 도장되어 셔터는 딥 블루 일색이다. 주행 장치가 개량된 37호기 이후를 대상으로 시행되었으나 현재는 이루어지지 않고 있다.
- 그 후의 전반 검사는 전체 차량 오미야 차량소 시공이 되었지만, 57호기는 오미야식 갱신 도장으로 변경되었어도 67은 히로시마식 갱신 도장을 계승한 도색을 채택하는 등의 차이가 존재한다.
- 2004년 경부터 오미야 시공차는 도장이 라이트 퍼플+딥 블루의 2색으로 간략화되었다.

2008년 4월 현재 아래의 차량으로 실시.
- 43.47-51·53·56·57·59-65·67·68·70·72-77.79

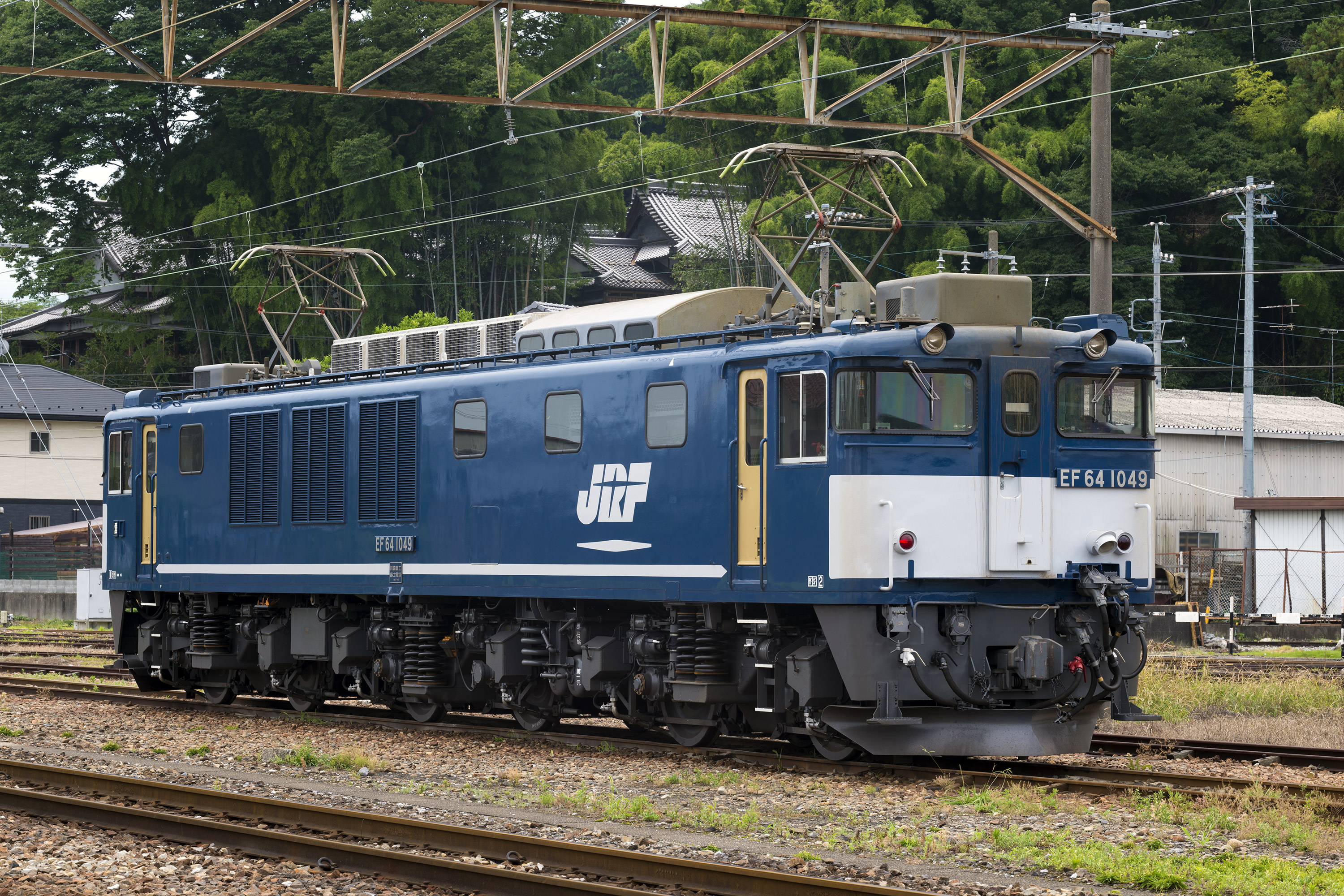
EF64 1049</br>2013년 전반 검사 시행 후

1000번대
다카사키 기관구 배치의 1000번대가 갱신 시기를 맞이했기 때문에 2003년부터 시공을 시작했다. 그 후에도 JR 화물 소속차에 대한 갱신 공사는 진행 중이다.
- 처음에 준공한 1015호기의 차체 도장은 EF65형·EF66형 등과 공통의 JR 화물 표준 도색이었지만 멀리사 EF65 1000번대와 구분이 쉽지 않아 현장에서는 불편이 있었으며 식별을 용이하게 하기 위해 2003년 여름 이후에 갱신된 1009호기 이후는 파랑을 기조로 흰색의 기울기 스트라이프를 배치한 오미야 차량소 자체 디자인으로 변경되었다.
- 본 도장은 더욱 개선이 부과되어 전후 스트라이프 사이 에어 필터 상부 어깨에 흰색이 들어서면서 이후 이 스타일이 되었다.

오카야마 기관구 배치차는 1047호기가 2006년 7월, 1049호기가 같은 해 11월, 1046호기가 2007년 2월에 히로시마 차량소에서 시공되었다. 도장은 오미야 차량소 시공차와 다른 독자적 디자인으로 알려졌으나 1047호기는 2012년 전반 검사에서 오미야식 갱신 도색으로 변경되었다. 1049호기는 2013년 5월·1046은 2013년 10월에 오미야 차량소에서 전반 검사를 받았지만 히로시마 차량소 디자인을 답습한 도색으로 출장되었다.
2009년 4월 현재 아래의 차량에 실시되었다.
- 1002 - 1005・1007 - 1011・1013・1015・1017・1018・1020 - 1028・1033 - 1036・1038・1039・1042 - 1047・1049

### 전동차 견인용 특수장비 설치

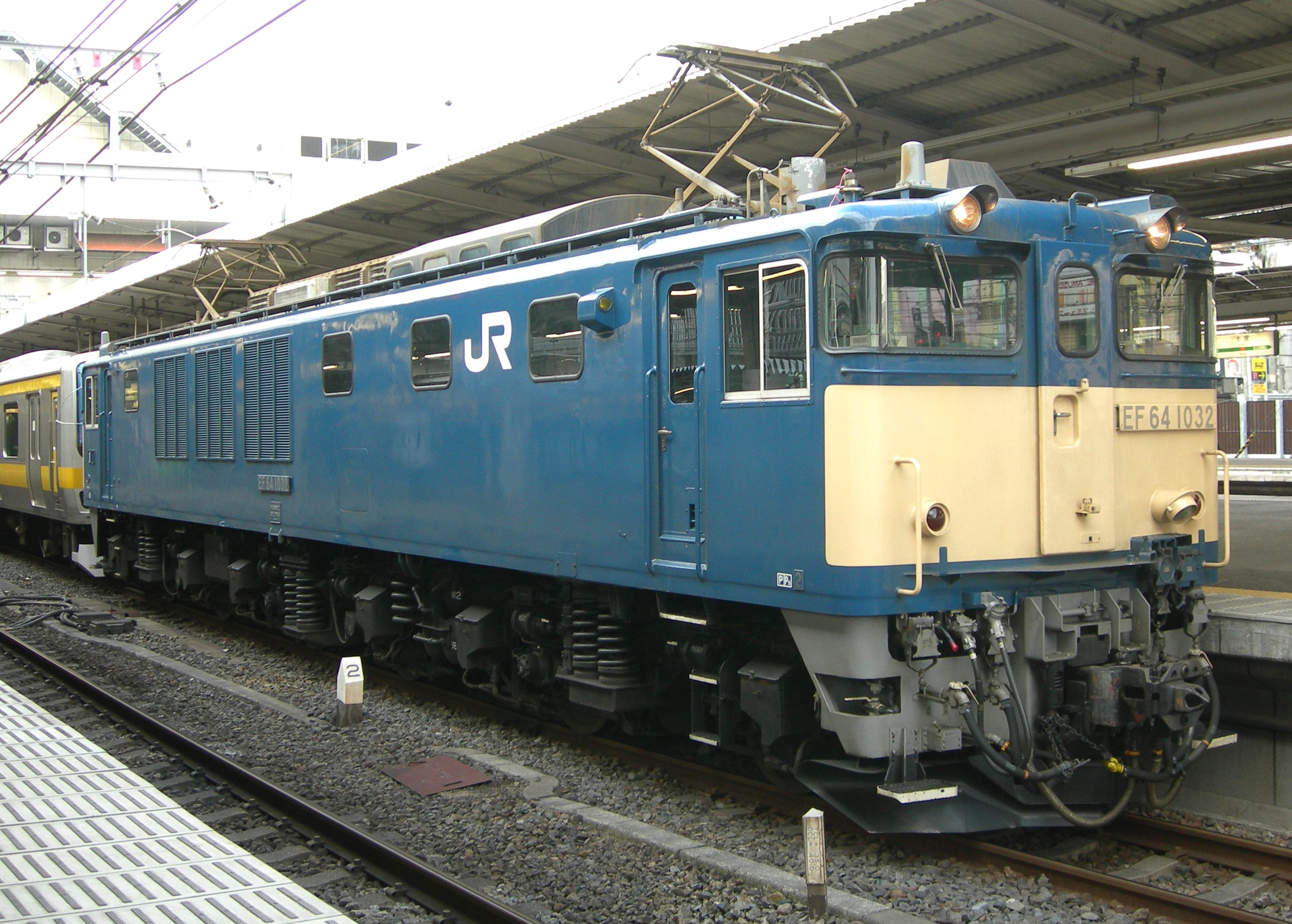
EF64 1032</br>2010년 3월 8일 오미야

JR 동일본에서는 니쓰 차량제작소에서 수도권용 통근형·일반형 전동차를 제조하고 있지만 해당 공장에서 생산된 차량을 수도권 배급 회송하기 위해 전동차 견인용 장비를 나가오카 차량 센터 배치의 1030·1031·1032호기가 탑재한다.
- EF63형이나 EF81 134·136·139·140·141·151과 같은 형태의 쌍두 연결기로 교체.
- 제동 신호 변환 지령 장치를 탑재한 제어를 위해 점퍼 연결기[* 23] 탑재.

또한 폐차 차량 해체 작업이 기존의 오미야 종합 차량센터에서 나가노 종합 차량센터로 이관되었기 때문에 나가노까지 견인 회송하고 각 종합 차량센터에서 개조 완성된 차량의 배급 회송으로 운용된다.

## 보존차
- EF64 18호기: 가쓰누마부도쿄역앞·철도 유산 기념 공원

## 참고 문헌
- 'EF64모양의 프로필' 『철도 픽토리얼』 2009년 3월호(통권 815호), 전기차 연구회
- 'EF64형 차량 경력표' 위 항목을 참고